# Кэте Дан (гостиница)
Кате Дан  –  гостиница и пансионат, построенные и работавшие в Тель-Авиве во время британского мандата и в первые годы после создания государства, которые были связаны с историческими событиями, происходившими тогда в городе. На их месте впоследствии был построен отель «Дан Тель-Авив». 

## Первые годы
Отель-пансионат «Кэте Дан» был построен в 1931 году на берегу моря в Тель-Авиве. Своё имя отелю дала хозяйка Кэте Дан (Данелевич), уроженка Берлина, родившаяся в 1890 году и иммигрировавшая в Израиль в 1922 году. После приезда в Палестину она открыла в Цфате отель под названием «Европа». Отель в Цфате посещали члены британского колониального правительства, старшие офицеры мандатной полиции и руководство еврейской общины. Среди гостей этого отеля бывали народный поэт Хаим Нахман Бялик и мэр Тель-Авива Меир Дизенгоф. Именно Дизенгоф убедил Кэте Данелевич открыть отель в Тель-Авиве, что и было сделано в 1931 году. Гостиницу «Кэте Дан» спроектировала и построила в стиле Баухаус архитектор Лотта Кон.
В отеле было 14 номеров, а со временем добавились ещё семь. В гостинице Кэте Данелевич в Цфате проводились развлекательные и «легкомысленные» выступления, например, туда из Бейрута привозили исполнительниц танца живота. Гостиница же в Тель-Авиве обязана была выглядеть более солидно, поскольку здесь встречались «серьёзные» люди: иммигранты из Германии и Центральной Европы, а также руководители Еврейского агентства. Привлекательной особенностью отеля была большая терраса с видом на море и на порт Яффо. Столовая отеля выходила на эту террасу.

## Убийство Арлозорова

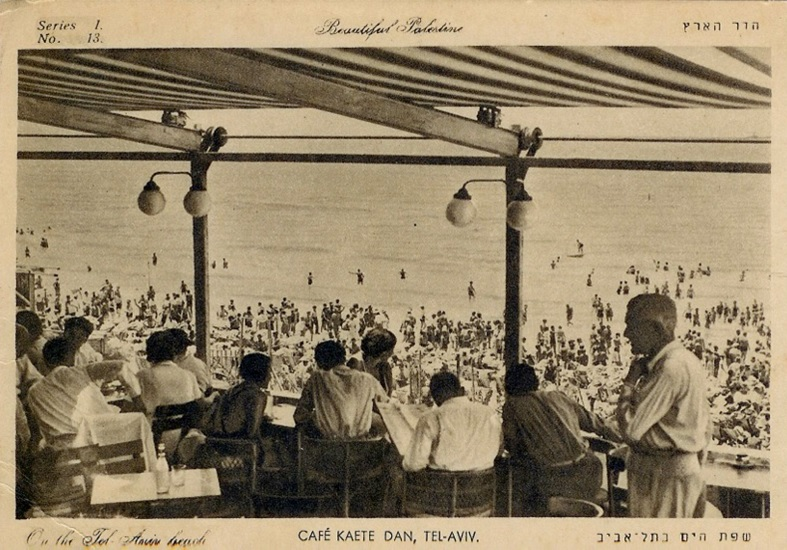
Кафе «Кэте Дан», с видом на пляж

Вечером в пятницу, 16 июня 1933 года, доктор Хаим Арлозоров и его жена Сима прибыли в отель «Кэте Дан». Хаим Арлозоров был одним из лидеров рабочей партии, занимал пост главы Политического Управления Еврейского агентства и, по сути, министра иностранных дел рождающегося государства. Двумя днями ранее он вернулся из поездки в нацистскую Германию, где пытался спасти имущество немецких евреев. Пара сидела на освещенном крыльце и вскоре была замечена гостями. Метрдотель и хозяйка отеля подошли к ним, чтобы поприветствовать. После этого доктор Пинхас Розен, один из лидеров немецких иммигрантов, а затем первый министр юстиции Израиля, подошел к их столу и пригласил Арлозорова пообедать за его столом.
После обеда супруги Арлозоровы спустились по ступенькам, ведущим с террасы, где они сидели, на пляж и пошли прогуляться в сторону реки Яркон. В этой прогулке двое убийц застрелили Арлозорова. Услышав выстрелы и крики Симы, несколько пар прибежали к месту убийства и отнесли Арлозорова в ближайшее здание. Сима же прибежала в гостиницу «Кэте Дан», чтобы позвонить оттуда и вызвать скорую помощь. Хозяйка отеля, Кэте Данелевич лично позвонила в больницу и вместе с женой Арлозорова в сопровождении владельца отеля вернулась на место покушения. Там им сказали, что раненного уже отправили в больницу. Женщины вернулись в пансион, где рассказали о случившемся сотруднику полиции. Когда Симу Арлозорову доставили в больницу, она узнала, что её муж умер в операционной.

## Во время Второй мировой войны и после неё
За неделю до начала Второй мировой войны корабль «Парита» с  857 нелегальными иммигрантами  отплыл из Европы к берегам мандатной Палестины. После многих трудностей корабль достиг берега Тель-Авива, но застрял на отмели как раз перед отелем «Кэте Дан». Англичане сняли с корабля пассажиров и арестовали их.  
С началом войны мандатные власти превратили отель в штаб военной полиции Королевских ВВС . В результате этого вся бывшая публика «Кэте Дан» перешла в соседний  отель «Гат Римон», который во время войны стал самым престижным заведением Тель-Авива. 
По окончании войны, в 1945 году, отель был возвращен Кэте Данелевич. Поскольку отель потерял бывшую клиентуру и был изрядно потрёпан, хозяйка решила его продать. После продажи Кэте Данелевич переехала в Хайфу, вышла замуж за Иосифа Розена и поменяла фамилию. Больше гостиничным бизнесом она не занималась. Кэте Розен умерла в 1979 году в возрасте 89 лет. 
После длительного ремонта отель был сдан в аренду братьям Федерманам, которые в июне 1947 года снова открыли там гостиницу. После повторного открытия отеля его завсегдатаями по старой памяти вновь стали иммигранты из Германии, а также члены руководства ишува: Бен-Гурион, Шарет, Эшколь, Голда Меир, Исраэль Галили и другие. Лидеры «Хаганы» также проводили здесь встречи и совещания. 

## Во время Войны за независимость и после неё
Отель возобновил работу за пять месяцев до начала Войны за независимость. Во время второго перемирия в Войне за независимость произошёл инцидент с «Альталеной». Корабль «Альталена» с оружием, купленным военными организациями-конкурентами «Хаганы», был обстрелян и потоплен у берега Тель-Авива как раз напротив отеля «Кэте Дан». Находившийся на корабле Авраам Ставский, который пятнадцать лет назад был обвинён в убийстве Арлозорова, погиб. 
Отель был косвенно связан с печальным инцидентом с Меиром Тувианским, который был несправедливо обвинён в шпионаже во время войны, был подвергнут неправедному суду, бездоказательно признан виновным и казнен. Тувианский был арестован 30 июня 1948 года после обеда в отеле Кэте Дан.
Великобритания признала государство Израиль де-факто только после окончания Войны за независимость и направила в страну дипломатического представителя в ранге посла. Первый посол Великобритании в Израиле был назначен в 1949 году, и им был Александр Нокс Хельм. Когда он прибыл в Израиль, резиденция для посольства ещё не была выбрана, и британский посол обосновался в гостинице «Кэте Дан». 27 мая 1949 года Хельм вручил верительные грамоты президенту Государства Израиль Хаиму Вейцману на церемонии, состоявшейся в офисе президента в Тель-Авиве.  В конце церемонии посла в автомобиле Президента и в сопровождении шести мотоциклистов, доставили в отель «Кэте Дан». 
После окончания Войны за независимость, в Израиле была введена политика жесткой экономии, которая ограничивала покупку продуктов питания и их потребление. Граждане приобретали основные продукты питания в соответствии с фиксированным пособием в обмен на баллы, выделенные каждому гражданину в личном реестре. Руководство жесткой экономикой проистекало из поглощения массовой иммиграции иммигрантов, которые прибыли в большинстве, будь то из лагерей перемещённых лиц в Европе после Холокоста или из арабских стран. Исключения в соответствии с указом в стране были сделаны для  11 роскошных отелей, где туристы могли получать питание без нормирования и без купонов в обмен на иностранную валюту. Среди этих отелей были отели «Кэте Дан» и «Гат Римон». 
В 1950 году братья Федерман начали строить отель «Дан», который был открыт в 1953 году, рядом с отелем «Кэте Дан». Позже оба здания были снесены, и на их месте в 1964 году был построен отель «Дан Тель-Авив» .

## Внешние ссылки
- Кэте Розен - Жизнеописание на сайте Ассоциации бывших жителей Центральной Европы  (иврит)